# Plumichiton elaeocarpi
Plumichiton elaeocarpi är en insektsart som först beskrevs av William Miles Maskell 1885.  Plumichiton elaeocarpi ingår i släktet Plumichiton och familjen skålsköldlöss. Inga underarter finns listade i Catalogue of Life.